# جولي هاريس
جولي هاريس (بالإنجليزية: Julie Harris) (و. 1925 – 2013 م) هي ممثلة مسرحية، وممثلة أفلام، وممثلة تلفزيونية، وممثلة، من الولايات المتحدة، ولدت في غروس بوينت، توفيت عن عمر يناهز 88 عاماً، بسبب قصور القلب.

## التعليم
تعلمت في مدرسة ييل للدراما.

## جوائز وترشيحات
حصلت على جوائز منها:
- مركز كينيدي الثقافي (2005)
- Primetime Emmy Award for Outstanding Voice-Over Performance [الإنجليزية]‏، عن عمل: Not for Ourselves Alone [الإنجليزية]‏ (2000)
- جائزة جرامي لأفضل ألبوم محكي  [لغات أخرى]‏ (1977)
- جائزة توني لأفضل ممثلة مسرحية [الإنجليزية]‏ (1977)
- جائزة توني لأفضل ممثلة مسرحية [الإنجليزية]‏ (1973)
- جائزة توني لأفضل ممثلة مسرحية [الإنجليزية]‏ (1969)
- جائزة توني لأفضل ممثلة مسرحية [الإنجليزية]‏ (1956)
- جائزة توني لأفضل ممثلة مسرحية [الإنجليزية]‏ (1952)
- جائزة المسرح العالمي (1949)[4]
- الميدالية الوطنية للفنون.

ترشحت لـ:
- جائزة إيمي برايم تايم لأفضل ممثلة مساعدة في مسلسل قصير أو فيلم  [لغات أخرى]‏، عن عمل: هولمارك هول أوف فيم [الإنجليزية]‏ (1998)
- جائزة توني لأفضل ممثلة مسرحية [الإنجليزية]‏ (1997)
- جائزة توني لأفضل ممثلة مسرحية [الإنجليزية]‏ (1991)
- جائزة إيمي برايم تايم لأفضل ممثلة مساعدة في مسلسل قصير أو فيلم  [لغات أخرى]‏، عن عمل: The Woman He Loved [الإنجليزية]‏ (1988)
- جائزة إيمي لأفضل ممثلة مساعدة في مسلسل درامي، عن عمل: نوتز لاندينغ (1982)
- جائزة جرامي لأفضل ألبوم محكي  [لغات أخرى]‏ (1977)
- Drama Desk Award for Unique Theatrical Experience [الإنجليزية]‏ (1976)
- جائزة توني لأفضل ممثلة مسرحية [الإنجليزية]‏ (1974)
- جائزة توني عن فئة أفضل ممثلة في مسرحية موسيقية [الإنجليزية]‏ (1966)
- جائزة توني لأفضل ممثلة مسرحية [الإنجليزية]‏ (1964)
- جائزة الأوسكار لأفضل ممثلة، عن عمل: The Member of the Wedding (film) [الإنجليزية]‏.

## وصلات خارجية
- جولي هاريس على موقع IMDb (الإنجليزية)
- جولي هاريس على موقع الموسوعة البريطانية (الإنجليزية)
- جولي هاريس على موقع روتن توميتوز (الإنجليزية)
- جولي هاريس على موقع مونزينجر (الألمانية)
- جولي هاريس على موقع ألو سيني (الفرنسية)
- جولي هاريس على موقع ميوزك برينز (الإنجليزية)
- جولي هاريس على موقع تيرنر كلاسيك موفيز (الإنجليزية)
- جولي هاريس على موقع أول موفي (الإنجليزية)
- جولي هاريس على موقع قاعدة بيانات برودواي على الإنترنت (الإنجليزية)
- جولي هاريس على موقع قاعدة بيانات الأفلام السويدية (السويدية)